# Desa Jayamulya (administrativ by i Indonesien, lat -6,03, long 107,36)
Desa Jayamulya är en administrativ by i Indonesien.   Den ligger i provinsen Jawa Barat, i den västra delen av landet, 60 km öster om huvudstaden Jakarta.